# Freddy Derwahl
Freddy Derwahl (* 16. November 1946 in Eupen) ist ein belgischer Schriftsteller und Journalist aus der Deutschsprachigen Gemeinschaft Belgiens.

## Leben
Nach dem Abitur am Collège Patronné seiner Heimatstadt, studierte Derwahl Literatur, Soziologie und Journalismus an den Universitäten Löwen, Aachen und Paris. Nach den Studien wurde er Journalist und Belgien-Korrespondent der Aachener Volkszeitung.
Nach einigen Jahren politischer Aktivität wurde er 1972 in Brüssel Attaché für Ostbelgienfragen im Kabinett von Kulturminister Charles Hanin. 1975 kam Freddy Derwahl zum Belgischen Hör- und Fernsehfunk (BHF), wo er 1986 Leiter der Kulturredaktion wurde. Es folgte ein Sabbatjahr in der amerikanischen Trappistenabtei Genesee.
Für verschiedene Zeitungen schrieb er Gedichte und Reiseerzählungen, unter anderem für die Frankfurter Allgemeine Zeitung und Die Zeit. Die Zeit schrieb in einer Rezension zu Eine Reise durch Ostbelgien: „Derwahl schreibt von der mühsamen Suche nach Erfüllung, dem Abenteuer Einsamkeit, von Lebensgier und Last der Lüste.“
Seit 2007 ist Derwahl als freier Schriftsteller tätig. 2008 folgte ein privater Studienaufenthalt an der Lateranuniversität in Rom. Freddy Derwahl ist Mitglied des internationalen Autorenverbandes P.E.N.

## Auszeichnungen
- 1987: Rheinlandtaler
- 1990: Literaturpreis der Europäischen Vereinigung bildender Künstler aus Eifel und Ardennen, EVBK
- 2003: Award der International Television Association
- Literaturstipendium, vergeben durch die Vertretung des Landes Nordrhein-Westfalen beim Bund
- 2008: Die Goldene Feder der Ex-Karnevalsprinzen von Eupen-Kettenis.

## Werke (Auswahl)
- Aufbruch. Gedichte. Selbstverlag, Eupen 1964.
- Die Füchse greifen Eupen an Edition Doepgen, St. Vith (1979); Zweitauflage GEV, Eupen (1995) ISBN 978-90-5433-069-1.
- 3 Bücher über den Berg Athos in Griechenland:
  - Die Nacht der Jungfrau.
  - Die Athosreise.
  - Athos – das Heilige berühren.
- Der Mittagsdämon. ein von Heinrich Böll, Chalom Ben-Chorin und Reiner Kunze geförderter Roman.  Styria Verlag, Graz/Wien/Köln 1987, ISBN 978-3-22211-701-5.
- Der kleine Sim – Die Lütticher Jahre von Georges Simenon. GEV Verlag, Eupen 1993, ISBN 978-9-054-33014-1.
- Eremiten. Pattloch Verlag, München 2000, ISBN 978-3-62900-833-6, zweite Auflage Butzon&Bercker 2016. (Übersetzung in niederländischer Sprache, beim Lanoo-Verlag, Tielt.)
  - Dazu zwei Dokumentarfilme der Tellux-Produktion für ARTE, BR, BRF und ORF.
- Aachen. Bildband. Greven-Verlag, Köln. (Übersetzungen in Französisch, Niederländisch, Japanisch.)
- Der Mord im Brüsseler Hof. Roman. GEV Verlag, Eupen 2002, ISBN 978-9-054-33157-5.
- Johannes XXIII., Pattloch Verlag, 2003, ISBN 978-3-62902-100-7. („Christliches Buch des Monats“, April 2004)
- Der mit dem Fahrrad und der mit dem Alfa kam. Doppelporträt von Papst Benedikt XVI. und Hans Küng. Pattloch Verlag, 2004, ISBN 3-629-02137-9.
- Bosch in Belgien. Roman. GEV Verlag, Eupen 2006, ISBN 978-90-5433-213-8.
- Anselm Grün. Biografie. Vier-Türme-Verlag, Münsterschwarzach 2009, ISBN 978-3-89680-432-7.
- flämischer herbst.  Udo Degener Verlag, Potsdam 2010, ISBN 978-3-940531-10-0.
- Die fliehende Frau. Roman. Leykam, Graz 2013, ISBN 978-3-7011-7792-9.
- Der letzte Mönch von Tibhirine. (Kloster Notre-Dame de l’Atlas). adeo-Verlag, Aßlar 2013, ISBN 978-3-94220-869-7. (Übersetzungen in Frankreich, Holland, Italien, Spanien, Niederlande, Polen, Argentinien und den USA.)
- Eine Reise durch Ostbelgien. Mit dem Fotografen David Hagemann. GEV Verlag, Eupen 2013, ISBN 978-3-86712-066-1.
- wenn die mondsichel lacht. Gedichte. Udo Degener Verlag, Potsdam 2015, ISBN 978-3-95497-701-7.
- Nonna stirbt – Die Geschichte einer Lebenswende3954414724 Roman, Herder Verlag, Freiburg im Breisgau 2016, ISBN 978-3-45134-993-5.
- Der nackte Gott – Tage- und Nachtbücher über das Markusevangelium, Verlag Neue Stadt, München, Zürich, Wien, 2018, ISBN 978-3-7346-1140-7
- Auf dem Marktplatz: Lebenserinnerungen, KBV Verlags- und Mediengesellschaft, Hillesheim 2019, ISBN 978-3-95441-472-7.
- die engel von brüssel, Udo Degener Verlag, Potsdam, 2020, ISBN 978-3-95497-963-9
- ein stern dich küsst – Christliche Gedichte, GEV, Eupen 2020, ISBN 978-3-86712-162-0
- Das Flüstern Gottes. Begegnungen auf inneren Reisen, Bonifatius GMBH, Paderborn, 2021 ISBN 978-3-89710-889-9
- Bosch in Versuchung, Eifeler Literaturverlag, Aachen 2021, ISBN 978-3961230174[3]
- Spitze Feder, zarte Hand, Texte aus fünf Jahrzehnten, Eifeler Literaturverlag, Aachen 2022, ISBN 978-3961230433
- Simenon und die fremde Frau, GEV, Eupen 2023, ISBN 978-3-86712-182-8
- Blüten im Advent, Eifeler Literaturverlag, Aachen 2024, ISBN 978-3-96123-105-8